# Alticola
Alticola é um gênero de roedores da família Cricetidae, distribuído pelas áreas montanhosas da Ásia Central.

## Espécies
- Alticola albicauda (True, 1894)
- Alticola albicaudus (True, 1894)
- Alticola argentatus (Severtzov, 1879)
- Alticola barakshin Bannikov, 1947
- Alticola lemminus (Miller, 1898)
- Alticola macrotis (Radde, 1862)
- Alticola montosa (True, 1894)
- Alticola olchonensis Litvinov, 1960
- Alticola roylei (Gray, 1842)
- Alticola semicanus (Allen, 1924)
- Alticola stracheyi Thomas, 1880
- Alticola stoliczkanus (Blanford, 1875)
- Alticola strelzowi (Kastschenko, 1899)
- Alticola tuvinicus Ognev, 1950